# Actinostolidae
Actinostolidae é uma família de cnidários antozoários da infraordem Thenaria, subordem Nyantheae (Actiniaria).

## Géneros
- Actinostola Verrill, 1883
- Antholoba Hertwig, 1882
- Anthosactis Danielssen, 1890
- Antiparactis Verrill, 1899
- Bathydactylus Carlgren, 1928
- Cnidanthus Carlgren, 1927
- Cyananthea Doumenc & Van-Praët, 1988
- Epiparactis Carlgren, 1921
- Hadalanthus Carlgren, 1956
- Hormosoma Stephenson, 1918
- Isoparactis Stephenson, 1920
- Maractis Fautin & Barber, 1999
- Marianactis Fautin & Hessler, 1989
- Ophiodiscus Hertwig, 1882
- Paractinostola Carlgren, 1928
- Paranthus Andres, 1883
- Parasicyonis Carlgren, 1921
- Pseudoparactis Stephenson, 1920
- Pycnanthus McMurrich, 1893
- Sicyonis Hertwig, 1882
- Stomphia Gosse, 1859
- Synsicyonis Carlgren, 1921
- Tealidium Hertwig, 1882